# أرنولد مارشال روز
أرنولد مارشال روز (بالإنجليزية: Arnold Marshall Rose)‏ هو عالم اجتماع وسياسي أمريكي، ولد في 2 يوليو 1918 في شيكاغو في الولايات المتحدة، وتوفي في 2 يناير 1968 في منيابولس في الولايات المتحدة. انتخب عضو مجلس نواب مينيسوتا.